# Taba Heights
Taba Heights är en strand i Egypten. Den ligger i den nordöstra delen av landet, 400 km öster om huvudstaden Kairo.